# Coggeshall Hamlet
Coggeshall Hamlet – osada w Anglii, w hrabstwie Essex. Leży 20 km na północny wschód od miasta Chelmsford i 69 km na północny wschód od Londynu.